# Codex Athous Lavrensis
Il Codex Athous Lavrensis è un codice manoscritto onciale del Nuovo Testamento, in lingua greca, datato paleograficamente all'VIII o IX secolo.

## Testo
Il codice è composto da 261 fogli di pergamena di 210 per 153 mm. Il testo è disposto su una colonna per pagina e 31 linee per colonna. Le lettere onciali sono piccole, con spirito aspro, spirito dolce e accenti.
Il codice contiene il testo quasi completo dei quattro Vangeli canonici, degli Atti degli apostoli e delle Lettere di Paolo.
Omette Marco 11,26; 15,28, e la pericope dell'adultera (Vangelo secondo Giovanni 7,53-8,11).
Contiene due finali del Vangelo secondo Marco (come nei codici 019, 099, 0112, 274mg, 579, ℓ 1602).

### Critica testuale
Il testo greco del codice è rappresentativo del tipo testuale bizantino. Kurt Aland lo collocò nella categoria V.

## Storia
Il manoscritto venne scoperto da C.R. Gregory nel 26 agosto 1886. 
Il codice è conservato alla Monastero della Grande Lavra (B' 52).